# 4-я византийская малая хроника
4-я византийская малая хроника — историческое сочинение, по всей видимости, состоящее из выдержек из неких неизвестных сегодня источников. Названа по изданию П. Шрайнера, где эта хроника приведена под номером 4. Сохранилась в рукописи кон. XIII — нач. XIV вв. Состоит из 5 заметок, охватывающих период с 1059 по 1211 гг. Описывает события политической истории Византии, завоевание сельджуками Малой Азии.

## Издания
1. A. Papadopulos-Kerameus. Ίεροσολυμιτική Βιβλιοθήκε. II. St. Petersburg, 1894, p. 652—653.
2. P. Schreiner. Die byzantinischen kleinchroniken. V. 1. Wien, 1975, p. 52-53.

## Переводы на русский язык
- 4-я византийская малая хроника в переводе А. С. Досаева на сайте Восточной литературы